# 沐河
沐河，位于中华人民共和国黑龙江省嫩江市境内，是嫩江流域科洛河右岸的一条支流。上游称四怒河，发源于嫩江市东部塔溪乡东北小兴安岭西坡，蜿蜒向西南流经塔溪乡河北村、杨树村、溪四合村，干流于塔溪村刘家窝棚附近左纳塔溪河后始称“沐河”，干流向南经山河农场、二十里河村，于沐河村转西流，最后于科洛镇科新村以西汇入科洛河。沐河全长88千米，流域面积1785平方千米，河道平均比降3.75‰，年均径流量2.27亿立方米。沐河中下游地势平坦，土地肥沃，现已开垦为大片耕地。